# 응축 (심리학)
응축(영 condensation, 독 Verdichtung)은 지그문트 프로이트(Sigmund Freud) 학파 정신분석학(psychoanalysis) 개념으로, 이미지, 기억, 사고 등의 단 하나의 생각(idea)나 꿈의 대상(dream object)이 일부 연상과 생각들을 상징하는 것을 말한다. 이는 정신 에너지(mental energy)가 하나의 생각에서 다른 생각으로 자유롭게 흐르는 에너지 전환(energetic reshuffling)이다. 이러한 정신 에너지의 자유로운 변화는 근본적 과정(primary process)이라 하는 것을 특성으로 한다. 이 근본적 과정은 정신적 정체성(mental identity)을 목표로 기능하는 것이 아니라 기쁨을 수행하려는 것을 목표로 하며, 심지어는 삶을 쉽게 만들고자 다시 말해 불쾌하고 해로운 것을 피하기 위하여 어느 정도 자기기만(self-deception)을 수행하기도 한다. 예를 들어 카모플라주(camouflage), 재해석(reinterpretation), 싫어하는 인식이나 기억에 대한 재접속(reconnection)이 있다. 그러나 또한 내재적 동기와 외재적 동기가 모두 개입되는 만큼, 응축은 오인(misperception)에 대한 결정 요인, 자유롭게 흐르지 않는 정신에너지 역동일 수도 있다. 이는 응축에 영향 받는 사람에게 회피 행동을 촉발할 수 있다.

## 꿈, 증상, 농담에서
프로이트는 "꿈의 사고가 갖는 범위와 부에 비하여 꿈은 짧고 빈약하며 함축적(dreams are brief, meagre and laconic in comparison with the range and wealth of the dream-thoughts)"이라고 생각하였다. 연상(association)의 이미지와 연쇄는 원래의 생각들에서 수신받는 사람에게 전위(displacement)되면서 그 과정에서 이러한 생각들이 합쳐지고 함께 "응축"되는 감정적 부담을 갖고 있다. 따라서 예를 들어 프랜시스 골턴(Francis Galton)의 합성사진처럼, 꿈의 인물이 A를 닮고 B의 옷을 입으며 C처럼 행동하지만 어쨌든 우리는 그를 '실제로는' D라고 알고 있다는 것이다. 응축이 사고를 속이는 방식으로 꿈의 검열(dream censorship) 목적을 수행할 수 있지만, 프로이트는 응축을 무의식적 이드(id)의 선호 양식의 기능으로 생각하였다.
프로이트는 공상(phantasy)과 신경증(neuroticism) 증상은 물론 실착(parapraxis)과 농담에서도 동일한 응축 기제가 작동하는 것을 보았다. 그는 종종 부자가 자신을 'famillionairily'하게 대우한다고 하는 하인리히 하이네(Heinrich Heine)의 경구(quip)를 예시로 든다.

## 은유와 환유에서
1950년대, 응축 개념은 언어학자 로만 야콥슨(Roman Jakobson)이 은유(metaphor)와 환유(metonymy)에 관한 자신의 글에서 사용하였다. 프로이트의 꿈의 작업(dream-work) 설명에 관한 언어학적 증거에 비하여, 야콥슨은 상징(symbolism)을 은유, 응축, 환유로의 전위에 관한 것으로 보았다. 야콥슨의 연구에 힘입어, 자크 라캉(Jacques Lacan)은 무의식은 언어처럼 구축된다고 주장하였다.

## 같이 보기
- 주의 집중(Cathexis)
- 콤플렉스 (심리학)
- 해몽
- 심리표상(Mental representation)
- 혼성어
- 점화 (심리학)